# Moses Wetangula

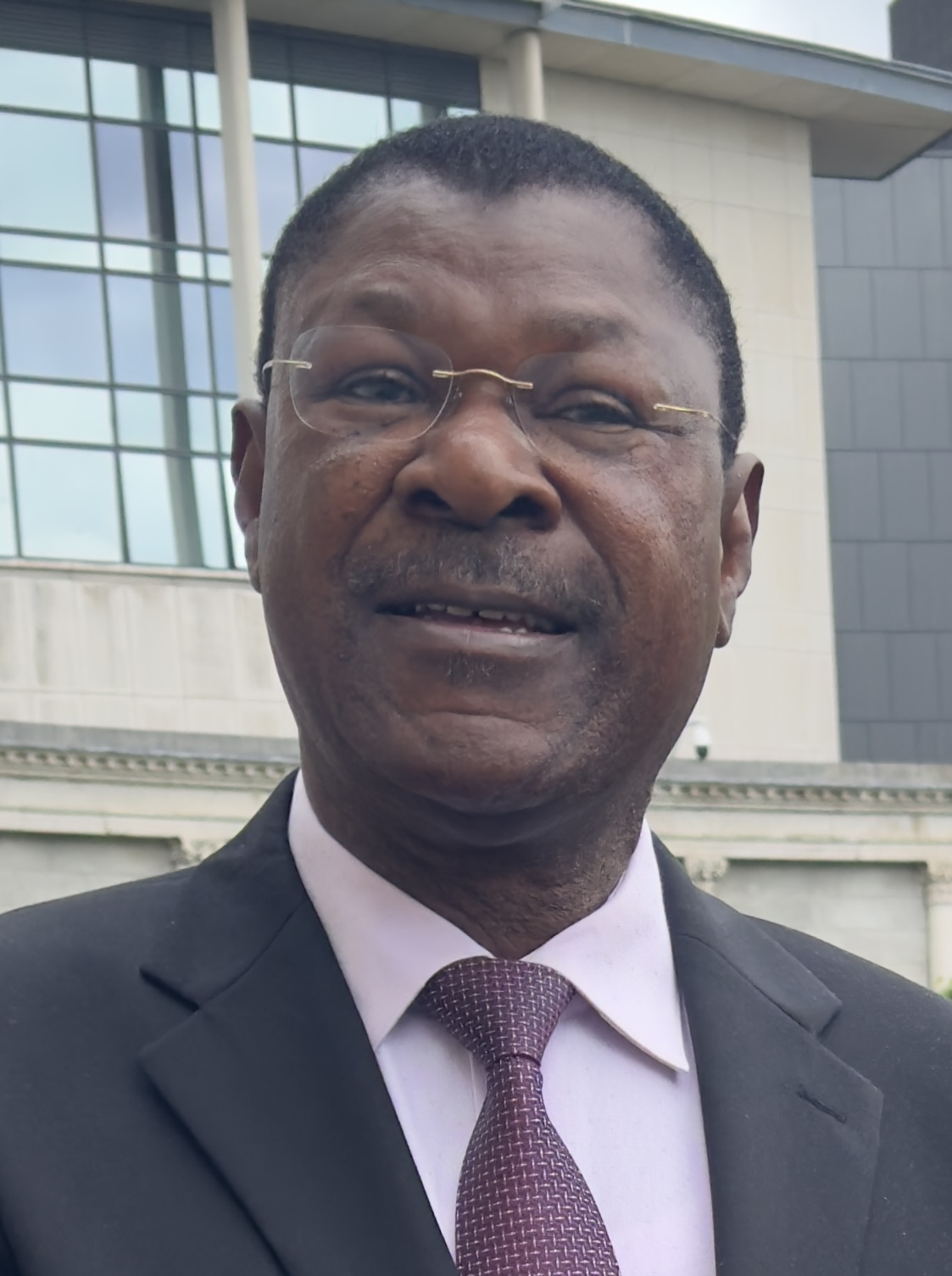
Moses Wetangula, 2024

Moses Masika Wetangula (* 13. September 1956 in der Provinz Western (Kenia)) ist ein kenianischer Politiker.

## Biografie
Wetangula studierte nach dem Schulbesuch an der Nalondo Primary School, der Teremi Secondary School sowie der Friends’ School Kamusinga Rechtswissenschaften an der University of Nairobi und schloss dieses mit einem Bachelor of Law (LL.B.) mit Auszeichnung sowie einem Diplom ab. Zunächst war er als Rechtsanwalt mit einer kleinen Kanzlei in Nairobi und Mombasa tätig, ehe er Eigentümer der Kanzlei Wetang'ula & Company Advocates wurde. Im Laufe der Zeit erreichte er landesweite Bekanntheit als Rechtsanwalt und war mehrfach als Rechtsbeistand in Gerichtsprozessen vor dem Obersten Gerichtshof (High Court of Kenya) von landesweiter Bedeutung wie zuletzt bei den Ermittlungen zu der nach wie vor ungeklärten Ermordung von Außenminister Robert Ouko. Daneben engagierte er sich in Rechtsanwaltsverbänden wie der International Bar Association und dem Kenianischen Verband der International Commission of Jurists.
Seine politische Laufbahn begann er 1992 mit der Wahl zum Mitglied des Parlaments, dem er als Vertreter der Kenya African National Union (KANU) nach seinen Wiederwahlen 1997, 2002 und 2007 bis heute als Vertreter des Wahlkreises Sirisia angehört. Während seiner Parlamentsmitgliedschaft war er Mitglied der Parlamentsausschüsse für Recht und Verfassung, Auswärtiges sowie des Ständigen Ausschusses. Daneben vertrat er Kenia in der Gemeinsamen Versammlung der AKP-Staaten und der Europäischen Union und war zeitweise Präsident der Arbeitsgruppe für Regionale Kooperation in dieser Gemeinsamen Versammlung (Joint Parliamentary Assembly). Außerdem war er Mitglied des Exekutivkomitees der Parlamentarischen Gesellschaft des Commonwealth of Nations für die Region Ost- und Zentralafrika. Außerdem war er zeitweise Vorsitzender der Elektrizitätsregulationsbehörde.
2003 sowie erneut 2006 bis 2008 war er Assistenzminister für Internationale Angelegenheiten im Außenministerium. Während dieser Zeit war er auch für ein Postgraduiertenstudium an der Rechtswissenschaftlichen Fakultät der University of Nairobi eingeschrieben.
Im Rahmen einer umfangreichen Kabinettsumbildung wurde er nach der Wiederwahl von Präsident Mwai Kibaki wurde er am 8. Januar 2008 zum Minister für Auswärtige Angelegenheiten ernannt und am 10. Januar 2008 vereidigt.
Im August 2008 bot er sich für eine Vermittlung in Simbabwe zwischen Robert Mugabe und Morgan Tsvangirai an. Anfang Januar 2009 erklärte er für die kenianische Regierung, dass diese keine Armeetruppen wegen des Konflikts im Nachbarland Somalia entsenden wird. Im September 2009 unterzeichnete er gemeinsam mit dem israelischen Außenminister Avigdor Lieberman bei dessen Besuch in Kenia eine Erklärung zur Kooperation zwischen beiden Staaten in Bereichen wie Gesundheit, Landwirtschaft, Erziehung und Sicherheit.